# Crossoglossa dodsonii
Crossoglossa dodsonii là một loài thực vật có hoa trong họ Lan. Loài này được R.Vásquez mô tả khoa học đầu tiên năm 1999.